# Spiral Jetty
De Spiral Jetty is een spiraalvormige pier die wordt beschouwd als het belangrijkste werk van kunstenaar Robert Smithson. Het verandert een landschap aan het Great Salt Lake in de staat Utah (VS) in een geometrische figuur. De pier werd in 1970 aangelegd en is sindsdien al meerdere malen volledig onder het wateroppervlak verdwenen.

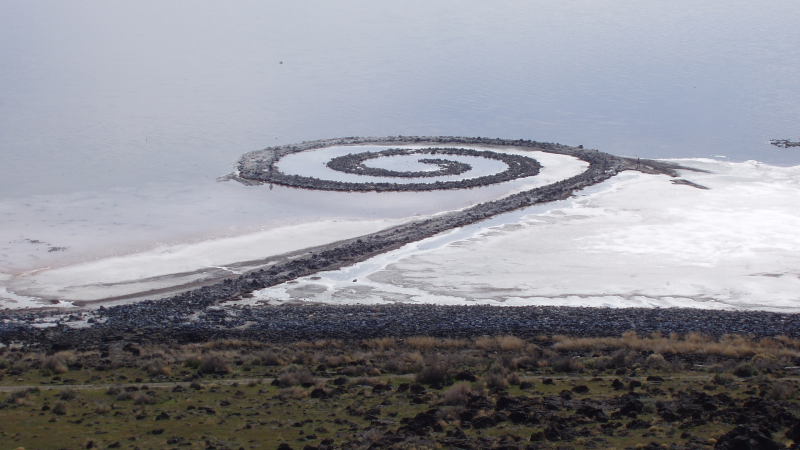
Spiral Jetty gezien vanop Rozel Point

## Geschiedenis
Voor de constructie van de Spiral Jetty dumpte Smithson 7000 ton aan zwarte rots, aarde en zoutkristal in het sterk vervuilde meer. Dit monumentale werk is uitgegroeid tot het symbool van de kunstvorm land art. De inspiratie hiervoor haalde Smithson bij de Slangenheuvel, een precolumbiaans Indiaans monument in Ohio. De pier is 457 meter lang en ongeveer 4 meter breed.
Door stijging van het waterniveau en werken aan een naburige dam is de Spiral Jetty volledig onder het water verdwenen. Men kan het nog wel door het water heen zien (de vervuiling is dus sterk teruggedrongen) en op zeldzame momenten wanneer het werk even opduikt boven de oppervlakte.
Door zijn afgelegen ligging werd het kunstwerk zelden bezocht dus exposeerde Robert Smithson ook film- en fotografisch materiaal van de Spiral Jetty. De Spiral Jetty Film Stills was een samenstelling in drie panelen van zwart-witfoto’s, gemaakt tijdens de constructie van de Spiral Jetty. Op deze manier kon het grote publiek alsnog genieten van het hoofdwerk van Robert Smithson.

## Filosofie
Een pier in spiraalvorm is evenzeer in tegenspraak met zichzelf als een rechte kurkentrekker, het ontwerp houdt daarom een surrealistische ironie in.
Een bezoeker kon vanaf de oever vertrekken en zo een eind in het meer wandelen. Lopend op de spiraal keerde hij in steeds kleiner wordende cirkels terug om uiteindelijk tot stilstand te komen. Smithsons fascinatie voor entropie is dus ook in de Spiral Jetty merkbaar. De vorm van het werk is raadselachtig, de spiraal suggereert een pulserende beweging die tegelijkertijd uitdijend en inkrimpend is.
Robert Smithson zei ooit over dit werk: “As I looked at the site, it reverberated out to the horizons only to suggest an immobile cyclone while flickering light made the entire landscape appear to quake. A dormant earthquake spread into the fluttering stillness, into a spinning sensation without movement. This site was a rotary that enclosed itself in an immense roundness. From that gyrating space emerged the possibility of the Spiral Jetty. No ideas, no concepts, no abstractions could hold themselves together in the actuality of that evidence. My dialectics of site and nonsite whirled into an indeterminate state, where solid and liquid lost themselves in each other.”
Smithson beschrijft zijn werk dus als een immobiele cycloon, een slapende aardbeving. Beide duiden op een grote activiteit die tot stilstand is gekomen.
Vervolgens heeft de artiest het over hoe het idee voor dit werk is ontstaan, namelijk vanuit de locatie zelf. Hij beschrijft deze als een raderwerk dat zichzelf insluit in immense rondingen. Volgens Smithson zou hieruit de mogelijkheid tot een spiraalvormige pier ontstaan zijn.
In de laatste zin van het citaat (My dialectics of site and nonsite whirled into an indeterminate state, where solid and liquid lost themselves in each other.) wordt het samenspel van het kunstwerk en het water eromheen aangehaald. Een staat waarin het vaste en het vloeibare hun betekenis verliezen.